# Matsukura Katsuie
Matsukura Katsuie (jap. 松倉 勝家; * 1597; † 28. August 1638) war der Daimyō von Shimabara.

## Leben
Matsukura, auch Matsukura Shigetsugu, war der Sohn von Matsukura Shigemasa († 1630), der als solcher der Matsukura-Familie angehörte. Er folge seinem Vater in der Regierung und trug den Titel „Nagato-no-Kami“. Er zählte mit seinem Vater zu den grausamsten Verfolgern der christlichen Untertanen. So soll auf der Halbinsel eine regelrechte Inquisition stattgefunden haben, wobei die standhaften Bekenner ihres Glaubens mit ausgesuchtesten Martern gequält wurden. Viele flüchteten nach Macao und Manilla und berichteten der dort eingesetzten Kommissionen der Missionare ihre Leidensgeschichten. So wurden unter anderem zahlreiche gläubige Christen nach Onsen gebracht. Dort wurden sie auf eine der hohen Felsenwände geführt, die senkrecht über den sprudelnden Schwefelquellen aufragen, und in die brodelnde Tiefe gestürzt. Diese Art der Tötung wurde über mehrere Jahre praktiziert. Da Matsukura einen ausschweifenden Lebensstil führte und zudem als habgierig galt, litt die Bevölkerung zudem unter höheren Steuern, die er ihnen auferlegte, was die Unzufriedenheit der Bauern schürte. Neben den immer höheren Abgaben auf Reis oder Tabak führte er zudem, Haus-, Herd-, Fenster-, Geburts-, und Beerdigungssteuern ein. Er war bekannt dafür, ungehorsamen Bauern die damals in Japan gebräuchlichen Regenmäntel aus Stroh anzuziehen und sie dann anzuzünden. Dabei erfreute er sich an dem „Regenmanteltanz“ (Mino-Odori), die die so gefolterten in ihrem Todeskampf aufführten. Seine Grausamkeit trug mit zum Ausbruch des Shimabara-Aufstandes bei.
Obwohl der Aufstand schließlich erfolgreich niedergeschlagen wurde, wurde er beschuldigt, durch die Misshandlung seiner Untertanen den Aufstand verursacht zu haben. Als ein Beweis für seine Tyrannei erbracht worden war, wurde er zur Selbstentleibung Seppuku (hara-kiri) verurteilt. Sein jüngerer Bruder wurde verbannt und die Herrschaft an den Daimyō Koriki Todafusa übergeben.
Sein Banner trug schwarze Bänder auf rotem Hintergrund.